# Shadows House
Shadows House (jap. シャドーハウス Shadō hausu) – manga napisana i zilustrowana przez duet So-ma-to. Jest wydawana na łamach magazynu „Shūkan Young Jump” wydawnictwa Shūeisha od września 2018.
Na podstawie mangi studio CloverWorks wyprodukowało serial anime, który był emitowany od kwietnia do lipca 2021. Emisja drugiego sezonu trwała od lipca do września 2022.
W Polsce mangę wydaje wydawnictwo Waneko.

## Fabuła
W okazałej i mrocznej rezydencji mieszkają członkowie rodu Shadow, a towarzyszą im ich „żywe lalki”, które bez końca sprzątają sadzę emitowaną przez ich panów. Emilico, młoda i wesoła żywa lalka, jest zachwycona, że może służyć swojej pani Kate. W miarę jak obie zbliżają się do siebie i powoli wystawiane są na różne wydarzenia w posiadłości, zaczynają odkrywać wiele mrocznych tajemnic.

## Bohaterowie

### Żywe lalki
- Emilico (jap. エミリコ Emiriko)

Seiyū: Yū Sasahara 
- Shaun (jap. ショーン Shōn)

Seiyū: Natsuki Hanae 
- Lou (jap. ルウ Rū)

Seiyū: Ayane Sakura 
- Ricky (jap. リッキー Rikkī)

Seiyū: Reiji Kawashima 
- Rum (jap. ラム Ramu)

Seiyū: Shino Shimoji 
- Mia (jap. ミア)

Seiyū: Saori Ōnishi 
- Rosemary (jap. ローズマリー Rōzumarī)

Seiyū: Mai Nakahara 
- Barbie (jap. バービー Bābī)

Seiyū: Rie Kugimiya 
- Belle (jap. ベル Berū)

### Cienie
- Kate Mirror (jap. ケイト・ミラー Keito Miraā)

Seiyū: Akari Kitō 
- John (jap. ジョン Jon)

Seiyū: Kōdai Sakai 
- Louise (jap. ルイーズ Ruīzu)

Seiyū: Ayane Sakura 
- Patrick (jap. パトリック Patorikku)

Seiyū: Reiji Kawashima 
- Shirley (jap. シャーリー Shārī)

Seiyū: Shino Shimoji 
- Sarah (jap. サラ Sara)

Seiyū: Saori Ōnishi 
- Maryrose (jap. マリーローズ Marīrōzu)

Seiyū: Mai Nakahara 
- Barbara (jap. バーバラ Bābara)

Seiyū: Rie Kugimiya 
- Isabelle i Mirabelle (jap. イザベルとミラベル Izaberū to Mīraberū)

Seiyū: Rumi Okubo 

### Dorośli
- Edward (jap. エドワード Edowādo)

Seiyū: Wataru Hatano 
- Aileen (jap. アイリーン Airiin)

Seiyū: Yui Horie 
- Gerald (jap. ジェラルド Jerarudo)

Seiyū: Takeo Ōtsuka 
- Ryan (jap. ライアン Raian)

Seiyū: Daisuke Kishio 
- Dorothy (jap. ドロシー Doroshī)

Seiyū: Yōko Hikasa 
- Joseph (jap. ジョゼフ Jozefu)

Seiyū: Kenta Miyake 
- Sophie (jap. ソフィ Sofi)

Seiyū: Yumiri Hanamori 

## Manga
Pierwszy rozdział mangi został opublikowany 6 września 2018 w magazynie „Shūkan Young Jump”. Następnie wydawnictwo Shūeisha rozpoczęło zbieranie rozdziałów do wydań w formacie tankōbon, których pierwszy tom ukazał się 18 stycznia 2019. Według stanu na 19 września 2024, do tej pory wydano 18 tomów. 
W Polsce licencję na wydawanie mangi zakupiło Waneko. 

## Anime
W październiku 2020 w szóstym tomie mangi zapowiedziano adaptację w postaci telewizyjnego serialu anime. Seria została wyprodukowana przez studio CloverWorks i wyreżyserowana przez Kazukiego Ōhashiego. Scenariusz napisał Toshiya Ōno, postacie zaprojektowała Chizuko Kusakabe, a muzykę skomponował przez Kenichiro Suehiro. Serial był emitowany od 11 kwietnia do 4 lipca 2021. Funimation zakupiło licencję na emisję serii poza Azją. Po przejęciu Crunchyroll przez Sony, serial został przeniesiony na platformę Crunchyroll.
Dnia 11 września 2021, podczas transmisji na żywo, ogłoszono, że powstanie drugi sezon serialu. Główna obsada i ekipa produkcyjna powrócili do prac nad serią. Emisja rozpoczęła się 9 lipca i zakończyła 24 września 2022.

### Ścieżka dźwiękowa
| Seria          | Tytuł             | Wykonawcy         | Źródło   |
| Czołówka       | Czołówka          | Czołówka          | Czołówka |
| -------------- | ----------------- | ----------------- | -------- |
| 1              | „A Hollow Shadow” | Kenichiro Suehiro | [ 23 ]   |
| 2              | „Shall We Dance?” | ReoNa             | [ 22 ]   |
| Napisy końcowe |                   |                   |          |
| 1              | „Nai Nai”         | ReoNa             | [ 24 ]   |
| 2              | „Masquerade”      | ClariS            | [ 22 ]   |

### Lista odcinków

#### Sezon 1 (2021)
| №  | #  | Tytuł                                                                             | Reżyseria               | Scenariusz    | Premiera         |
| -- | -- | --------------------------------------------------------------------------------- | ----------------------- | ------------- | ---------------- |
| 1  | 1  | The Shadow and Her Doll Shadō to iki ningyō (シャドーと生き人形)                  | Kazuki Ōhashi           | Toshiya Ōno   | 11 kwietnia 2021 |
| 2  | 2  | Outside the Room Heya no soto ni wa (部屋の外には)                                | Hayato Sakai            | Momoka Toyoda | 18 kwietnia 2021 |
| 3  | 3  | The Soot Sickness Susu ni yoru yamai (すすによる病)                               | Takashi Sakuma          | Yūji Ōnishi   | 25 kwietnia 2021 |
| 4  | 4  | Watchers in the Night Shin’ya no mimawari (深夜の見回り)                          | Jun Takahashi           | Rino Yamazaki | 2 maja 2021      |
| 5  | 5  | The Debut Ohirome (お披露目)                                                      | Yoshihiro Sugai         | Toshiya Ōno   | 9 maja 2021      |
| 6  | 6  | The Garden Labyrinth Teien meiro (庭園迷路)                                       | Hiromi Tanaka           | Momoka Toyoda | 16 maja 2021     |
| 7  | 7  | An Incomplete Map Fukanzen na chizu (不完全な地図)                                | Takeru Ogiwara          | Yūji Ōnishi   | 23 maja 2021     |
| 8  | 8  | In the Palm of His Hand Te no hira no ue (手のひらの上)                           | Ken Sanuma              | Rino Yamazaki | 30 maja 2021     |
| 9  | 9  | A Birdcage and Flowers Torikago to hana (鳥籠と花)                                | Takashi Sakuma          | Toshiya Ōno   | 6 czerwca 2021   |
| 10 | 10 | The Final Pair Saigo no ittsui (最後の一対)                                       | Tazumi Mukaiyama        | Toshiya Ōno   | 13 czerwca 2021  |
| 11 | 11 | The Dark Drink Kuroi nomimono (黒い飲み物)                                        | Yūma Suzuki             | Toshiya Ōno   | 20 czerwca 2021  |
| 12 | 12 | To Lord Grandfather’s Wing Ojii-sama to tomo ni aru tō e (おじい様と共にある棟へ) | Hayato Sakai            | Yūjin Ōnishi  | 27 czerwca 2021  |
| 13 | 13 | For the Sake of the Shadows Family Shadō-ke no tame ni (シャドー家のために)       | Kazuki Ōhashi Yui Ikari | Toshiya Ōno   | 4 lipca 2021     |

#### Sezon 2 (2022)
| №  | #  | Tytuł                                                            | Reżyseria        | Scenariusz      | Premiera         |
| -- | -- | ---------------------------------------------------------------- | ---------------- | --------------- | ---------------- |
| 14 | 1  | Those Newly Come of Age Shin seijin-tachi (新成人たち)           | Yui Ikari        | Toshiya Ōno     | 9 lipca 2022     |
| 15 | 2  | The Best Star Bearer Saikō no hoshitsuki (最高の“星つき”)        | Miki Aoki        | Momoka Toyoda   | 16 lipca 2022    |
| 16 | 3  | A Great Cleaning Ōsōji (大掃除)                                  | Takashi Sakuma   | Takahito Ōnishi | 23 lipca 2022    |
| 17 | 4  | Potential Suspects Hannin kōho (犯人候補)                        | Shin’ichirō Ueda | Rino Yamazaki   | 30 lipca 2022    |
| 18 | 5  | A Midnight Meeting of Peers Shin’ya no dōkikai (深夜の同期会)    | Tazumi Mukaiyama | Momoka Toyoda   | 6 sierpnia 2022  |
| 19 | 6  | Night Sky Yoru no sora (夜の空)                                  | Koitohan         | Yūji Ōnishi     | 13 sierpnia 2022 |
| 20 | 7  | Individual Investigations Kobetsu sōsa (個別捜査)                | Shin’ichirō Ueda | Rino Yamazaki   | 20 sierpnia 2022 |
| 21 | 8  | The Identity of Master Robe Rōbu-sama no shōtai (ローブ様の正体) | Tazumi Mukaiyama | Momoka Toyoda   | 27 sierpnia 2022 |
| 22 | 9  | The Last Lessons Saigo no jugyō (最後の授業)                     | Jun Takahashi    | Yūji Ōnishi     | 3 września 2022  |
| 23 | 10 | The Value of Friends Nakama no kachi (仲間の価値)                | Ken Sanuma       | Rino Yamazaki   | 10 września 2022 |
| 24 | 11 | The Answer of the Two Futari no kotae (ふたりの答え)             | Hayato Sakai     | Toshiya Ōno     | 17 września 2022 |
| 25 | 12 | Those Who Fight Back Aragau mono-tachi (抗う者たち)              | Yui Ikari        | Toshiya Ōno     | 24 września 2022 |